# 国家破产之日
是2018年上映的一部韩国剧情片，由《分瓶》的导演崔国熙执导，金惠秀、刘亚仁、许峻豪、赵宇镇及文森·卡索主演。这是韩国第一部根据1997年亚洲金融风暴改编的电影，2018年11月28日在韩国上映。

## 剧情概要
《国家破产之日》以1997年亚洲金融风暴期间韩国向国际货币基金组织申请援助而展开的谈判为背景，叙述了三个独立的故事。
小企业主韓甲秀（许峻豪饰）获得了大型百货商店的订单，但对方使用汇票支付。甲秀并不知道百货商店无法兑付汇票时也会拖累自己，所以当商店倒闭时甲秀也无法向供货商偿还货款。
与此同时，一位年轻的金融分析师尹晶鶴（刘亚仁饰）聽到電台裡播出众多陷入绝境的家庭因为小企业破产而以低于市价的方式变卖房产的来信时，遂决定做空韩国经济。
最后，中央银行的领导读到了一份来自货币政策小组组长韩诗贤（金惠秀饰）的报告。报告中称韩国即将在一周内耗尽，无法维持韩元与美元的固定汇率。政府高层为了不让韩国经济崩溃而召开紧急会议。
三个故事从不同视角展现了当时韩国的危机。《国家破产之日》展现了金融风暴带给韩国民众的精神创伤：人们被迫变卖房产，借酒消愁，甚至自戕。

## 演员阵容

### 主要人物
- 金惠秀 饰演 韩诗贤，韩国银行货币政策小组组长。
- 刘亚仁 饰演 尹晶鶴，就职于银行的理财顾问，看准危机中的投机机会后从银行离职。
- 许峻豪 饰演 韓甲秀，一位小企业主。
- 赵宇镇 饰演 财政经济院次长
- 文森特·卡索 饰演 国际货币基金组织总裁[8][9]

### 其他人物
- 金洪發 饰演 新任经济首席秘书官
- 严孝燮 飾演 前任经济首席秘书官
- 宋永彰 饰演 卢绅士
- 權海驍 饰演 总长
- 趙漢哲 饰演 李大焕
- 柳德焕 饰演 Orange
- 朴真珠 饰演 姜允珠
- 張成範 饰演 朴镇
- 全裴修 饰演 英范
- 廉惠兰 饰演 熙媛
- 金炯默 饰演 金融室长
- 东夏 饰演 财阀三世
- 金珉賞 饰演 李部长
- 丁奎秀 饰演 郑社长
- 柳泰浩 饰演 秘书室长
- 徐英三 饰演 高丽综合金融部长
- 卞真洙 饰演 高丽综合金融金科长
- 朴庆赞 饰演 自杀男子
- 尹炳熙 饰演 金主任
- 崔峻荣 饰演 贤洙成年时期
- 李夏恩 饰演 贤雅
- 金泰律 饰演 贤洙
- 刘尚宰 饰演 第二次官
- 郑宗烈 饰演 第一银行副行长
- 李相弘 饰演 韩宝的大雁爸爸职员
- 孙成灿 饰演 玳瑁框眼镜大叔／投资的中年男子
- 河敏 饰演 穿毛皮大衣的大婶
- 安洙浩 饰演 三湖流通的男子
- 梁末福 饰演 三湖流通的女子
- 黄仁俊 饰演 房地产中介人
- 李赛路美 饰演 贤洙的班主任
- 孙敏锡 饰演 拿扩音器的警察
- 姜汉泉 饰演 年轻警察
- 韩利进 饰演 20年后被停学的男子
- 韩昌铉 饰演 新闻主播
- 李养熙 饰演 高丽综合金融的客户

### 特别出演
- 韩志旼 饰演 李雅蓝[10]
- 李豪宰 饰演 YS

## 制作
电影的剧本通读会于2017年12月7日进行，12月12日电影正式开机。

## 发行
《国家破产之日》于2018年11月28日在韩国上映。
先前电影已在2018年5月的第71届戛纳电影节的电影市场上展映。2018年12月9日，电影在第三届澳门国际影展上进行了特别展映。2019年4月，电影参与了第九届北京国际电影节展映，入选“视野”单元的子单元“新锐关注”。。
在电影于韩国上映前，版权已经销往美国、日本、新加坡、印尼、台湾等17个國家。

### 票房
在韩国，共计301,324人次于首映日观看了《国家破产之日》，约占当日票房的40%，成功从《波希米亞狂想曲》手中夺下当日票房冠军。上映后第五日，电影的观影人数突破1百万人。上映一周后，电影吸引了1,573,441名观众，守住了当周票房冠军的地位。《国家破产之日》也打破了韩国影史上在11月上映的最高票房纪录。
在登顶两周票房榜首后，在韩国共有3,752,327人次观看了这部电影。

### 评价
韩国的NAVER电影资料库上，《国家破产之日》获得平均6.50的专业影评人评分和平均8.74的观众评分。

## 奖项
| 年份   | 颁奖礼                    | 奖项                     | 入围者 | 结果 | 参考   |
| ------ | ------------------------- | ------------------------ | ------ | ---- | ------ |
| 2019年 | 第55届百想艺术大奖        | 电影部门女子最优秀演技奖 | 金惠秀 | 提名 | [ 23 ] |
| 2019年 | 第40屆青龍電影獎          | 最佳男配角               | 趙宇鎮 | 獲獎 |        |
| 2019年 | 第6届韓國電影製作人協會獎 | 最佳剧本                 | 严成民 | 獲獎 |        |